# Onychogomphus bistrigatus
Onychogomphus bistrigatus är en trollsländeart som först beskrevs av Hagen in Selys 1854.  Onychogomphus bistrigatus ingår i släktet Onychogomphus och familjen flodtrollsländor. Inga underarter finns listade i Catalogue of Life.